# Chalk
Chalk of magnesia, ook verkeerdelijk magnesiumpoeder genoemd, is een gebruiksnaam voor basisch magnesiumcarbonaat, Mg(OH)2·4MgCO3·4H2O.
Chalk wordt in de sport veel gebruikt om een betere grip te krijgen. Zo wordt het veel bij het turnen gebruikt, met name bij de ringen en de rekstok, maar ook bij het gewichtheffen en het (indoor-)klimmen.
Magnesiumpoeder is niet onhygiënisch. Het poeder lost vanzelf op. Er zijn varianten die vloeibaar zijn en minder of niet afgeven. Deze varianten kunnen slecht zijn voor de huid. Magnesiumpoeder droogt de natuurlijke oliën in de huid op, waardoor de grip verbetert.  